# 엔터프라이즈 센터
엔터프라이즈 센터(영어: Enterprise Center)는 미국 미주리주 세인트루이스에 위치한 실내 경기장이다. NHL 세인트루이스 블루스의 홈경기장으로 사용되고 있다.